# Peluda allargada
La peluda allargada (Arnoglossus elongatus) és un peix teleosti de la família dels bòtids i de l'ordre dels pleuronectiformes.

## Morfologia
Pot arribar als 11 cm de llargària total.

## Distribució geogràfica
Es troba a les costes d'Indonèsia, les Filipines, nord d'Austràlia i, possiblement també, a Taiwan.